# Saint-Jacut-les-Pins
Saint-Jacut-les-Pins är en kommun i departementet Morbihan i regionen Bretagne i nordvästra Frankrike. Kommunen ligger i kantonen Allaire som tillhör arrondissementet Vannes. År 2022 hade Saint-Jacut-les-Pins 1 733 invånare.

## Befolkningsutveckling
Antalet invånare i kommunen Saint-Jacut-les-Pins
| Referens: INSEE |